# Górczewska Park
Górczewska Park – osiedle w Warszawie na obrzeżach dzielnicy Wola, usytuowane na południe od ulicy Górczewskiej. Wybudowane zostało w latach 2007–2009. Inwestorem była firma J.W. Construction, natomiast projekt architektoniczny wykonała pracownia JEMS Architekci. Zespół mieszkalny otrzymał wyróżnienie w konkursie Nagroda Roku SARP za rok 2010.

## Historia
Projekt osiedla powstał w pracowni JEMS Architekci w latach 2006–2007. Prawomocne pozwolenie na budowę firma J.W. Construction uzyskała w sierpniu 2007. W tym samym roku rozpoczęła się budowa osiedla. Ukończono ją w czerwcu 2009. W 2010 zespół budynków oddano do użytku.
Osiedle powstało na terenie dawnej giełdy budowlanej na obrzeżach dzielnicy Wola na południe od ulicy Górczewskiej pod nr 181 (róg ulicy Olbrachta), z jednej strony granicząc z torami kolejowymi, a z drugiej z terenem przemysłowym, pełnym m.in. suwnic i kominów.
W 2009 Rada Warszawy uchwaliła plan zagospodarowania rejonu ulicy Olbrachta, który na wysokości osiedla wytyczył rezerwę pod trasę N-S – trójpasmową arterię przebiegającą od Służewca na Bemowo.
16 października 2020 r. w garażu podziemnym osiedla wybuchł pożar, w wyniku którego spłonęło 47 samochodów. Nie było ofiar śmiertelnych ani rannych wśród osób przebywających wówczas na terenie osiedla. W wyniku szkód spowodowanych pożarem, Powiatowy Inspektor Nadzoru Budowlanego wyłączył z użytkowania budynek H, a mieszkańcy otrzymali zakaz przebywania w nim. Po ukończeniu wszystkich prac remontowych w grudniu 2021 r. zakaz został uchylony a budynek udostępniono do ponownego zasiedlenia. Śledztwo prokuratorskie zostało umorzone z powodu stwierdzenia braku danych dostatecznie uzasadniających podejrzenie popełnienia czynu.

## Architektura

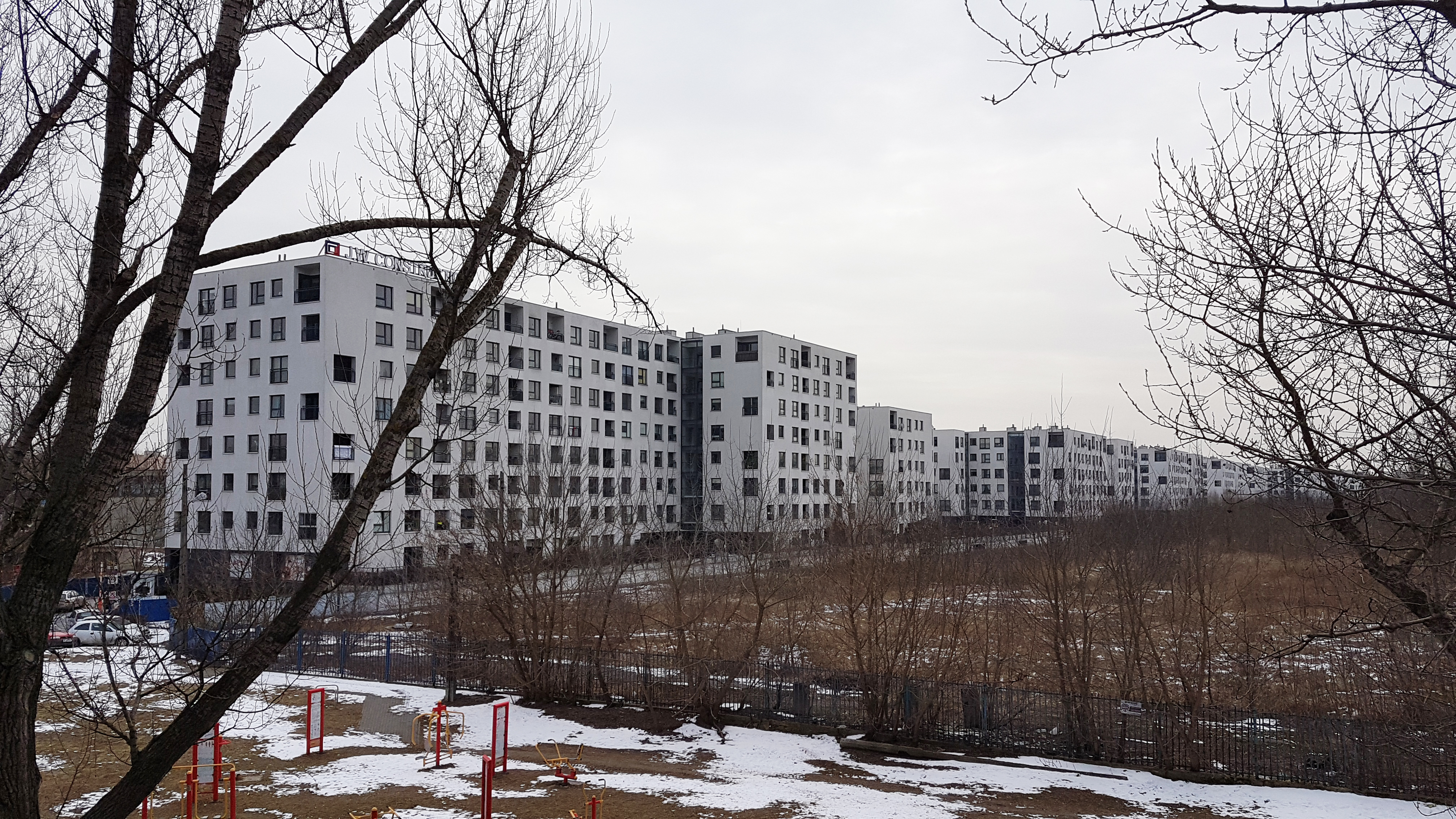
Widok z wiaduktu nad torami

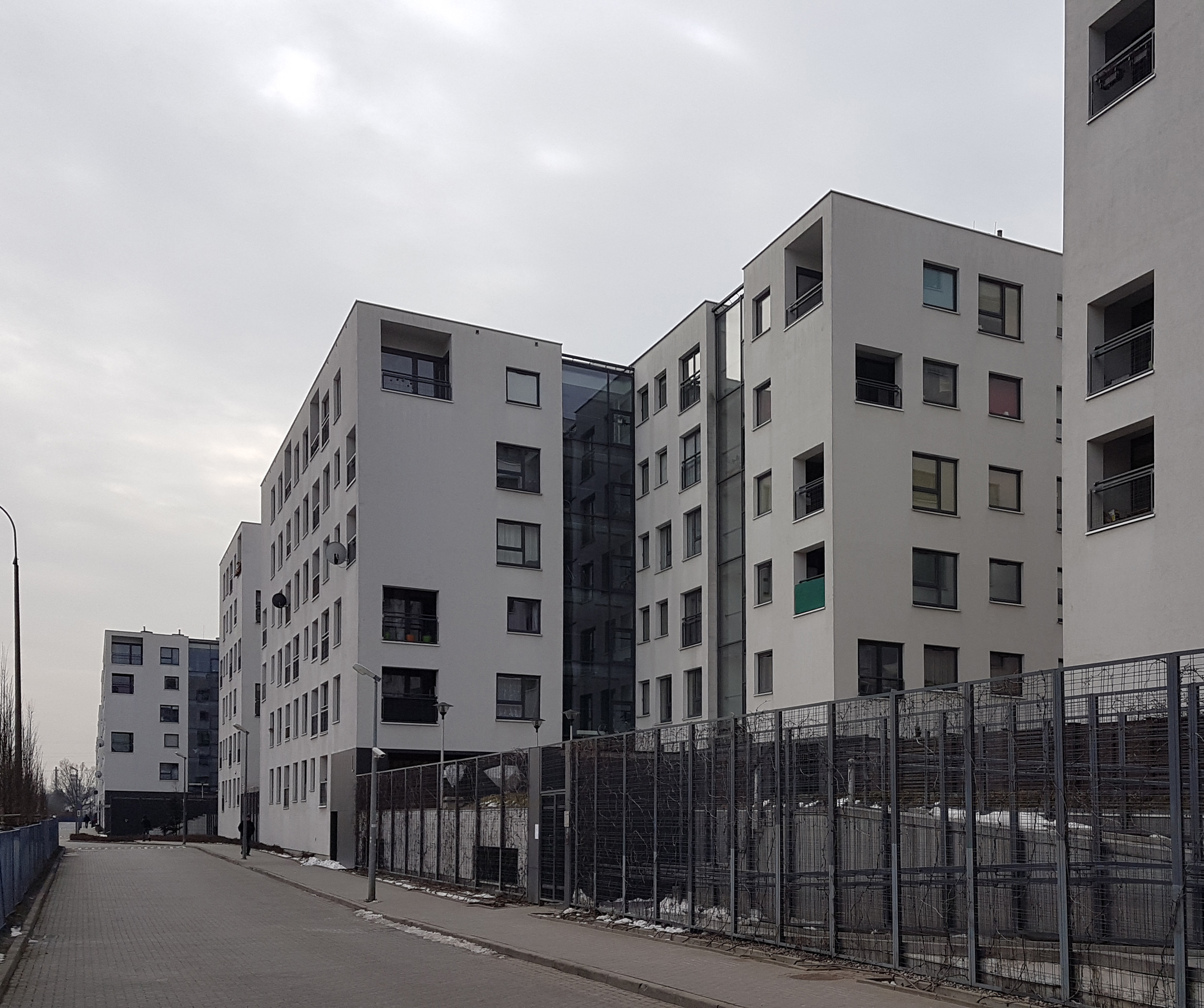
Fragment zabudowy

Na wąskiej działce o długości niemal kilometra powstało 12 obiektów o pięciu różnych rzutach (11 sześciokondygnacyjnych i jeden wyższy, ośmiokondygnacyjny od strony Górczewskiej ze sklepem na parterze). Łącznie usytuowano w nich 886 mieszkań począwszy od kawalerek o powierzchni od 31 do 45 m kw. aż po czteropokojowe mieszkania od 78 do 93 m kw.
Meandryczny układ budynków stworzył dwa rodzaje przestrzeni. Od strony wschodniej wykreowane zostały otwarte na ulicę „półpubliczne” dziedzińce, z drugiej dostępne tylko dla mieszkańców podwórka z placami zabaw i boiskami do koszykówki. Całość założenia połączono podziemnym garażem.

Modyfikacje i wariacje ograniczonej liczby powtarzalnych elementów tworzących środowisko zamieszkania i przestrzeń miejską, rezygnacja ze skomplikowanych detali i drogich materiałów były próbą odnalezienia właściwych dla tej lokalizacji i założonego standardu cech architektury.

Osiedle zaprojektowano jako niskobudżetową inwestycję mieszkaniową. Architekci odnieśli się do języka form stylu międzynarodowego, jak i jego najważniejszych cech: typizacji i standaryzacji. Wyraz architektoniczny budynków charakteryzuje się swobodną kompozycją kilku typów okien i loggii na elewacjach. Budynki cechują się również: oknami od sufitu do podłogi, jasnymi elewacjami, prostymi liniami i drewnianymi akcentami. Na elewacji autorzy wykorzystali tzw. „zasadę serową”, czyli otwory okien i loggii wycięte w białym tynku.
W każdym bloku znajduje się klatka schodowa z windą z dostępem do światła słonecznego dzięki przeszkleniom na każdej kondygnacji od stropu po posadzkę. Dodatkowo na ostatnim piętrze szklana tafla „wywija się” nad dach. Schody wykonano z ciemnego lastryko.

## Dane techniczne
- Powierzchnia terenu: 37500 m²[1]
- Powierzchnia użytkowa: 45500 m²[3]
- Powierzchnia zabudowy: 10850 m²[3]
- Kubatura: 281300 m³[3]
- Lokale mieszkalne: 886[3]

## Autorzy
Projekt osiedla wykonała firma JEMS Architekci. Ta sama pracownia zaprojektowała oddane w tym samym roku Osiedle Santorini na Pradze-Południe, powstałe na podobnych założeniach, na których oparto zespół Górczewska Park.
| Zespół autorski pracowni JEMS Architekci | Zespół autorski pracowni JEMS Architekci |
| ---------------------------------------- | --- |
| Autorzy                                  | architekci Olgierd Jagiełło, Maciej Miłobędzki, Marcin Sadowski, Jerzy Szczepanik-Dzikowski, Wojciech Kotecki, Paweł Majkusiak                   |
| Współpraca autorska                      | architekci Marcin Citko, Paweł Gozdyra, Justyna Kościańska, Paulina Myszka, Mariusz Olszewski, Maciej Rydz, Anna Świderska, Aleksandra Targońska |

## Odbiór
22 października 2011 osiedle otrzymało wyróżnienie w konkursie Nagroda Roku SARP za rok 2010. Wyróżnione zostało w opinii jury „za kunsztowne zaprojektowanie <<pozornie banalnego>>, typologicznie linearnego układu zabudowy mieszkaniowej charakteryzującego się bardzo dobrymi efektami przestrzennymi i plastycznymi” oraz „za uzyskanie zróżnicowania w skali mieszkania i segmentu zabudowy przy konsekwentnym zastosowaniu spójnego i eleganckiego języka architektonicznego w kształtowaniu planu i elewacji”. Nominowane było również do nagrody ECOLA Award 2010.
Entuzjazmu tego nie podzielili dziennikarze. W środowisku pozaarchitektonicznym zagospodarowany do granic możliwości każdy metr kwadratowy powierzchni skojarzony został z obozem, a innym układ osiedla przypominał ciasny splot łańcucha DNA.
W listopadzie 2011 większość ankietowanych mieszkańców wyraziła zadowolenie z domów i sąsiedztwa.